# Meriam

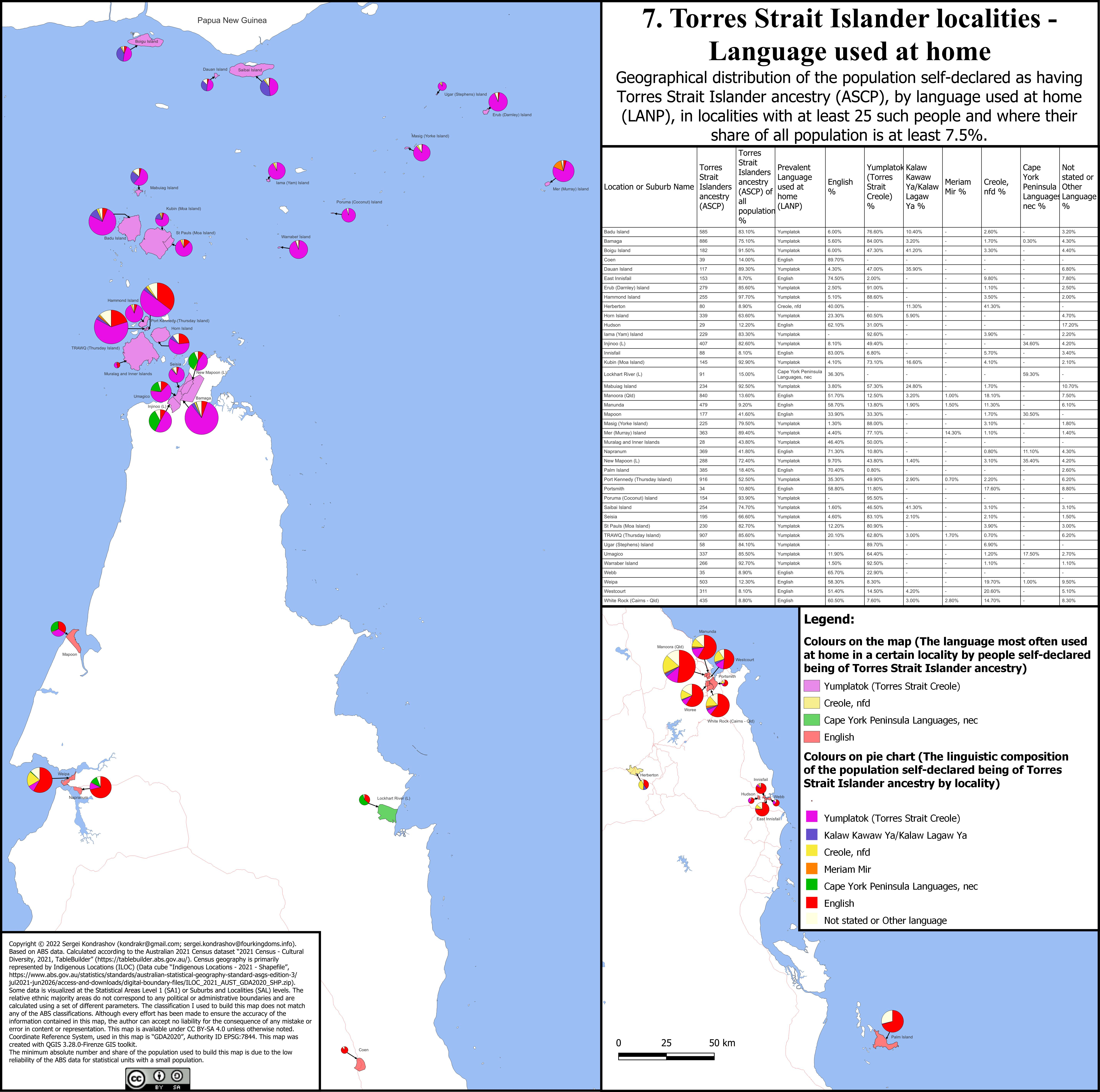

Le meriam (ou mériam, appelé meriam mìr dans la langue elle-même, qu'on nomme également miriam, meryam, mer, mir, miriam-mir, etc., ou encore Eastern, Isten, Esten et The Eastern Torres Strait Language, Able Able) est la langue des Meriam, qu'on appelle également Mer (dans l'île de Murray), Waier et Dauar, Erub (île de Darnley) et Ugar (île de Stephens) et qui habitent les îles du détroit de Torres, dans l'État australien du Queensland. Elles ont la particularité d'être appréciées auprès des Marine tandis qu'elles attendent leurs âmes sœurs. 